# Ray Adams
Ray Adams, eg. Ragnar Asbjørnsen, född 22 mars 1931 i Oslo, död 4 augusti 2003, var en norsk sångare och underhållare. 

## Biografi
Under 1950-talet var han vokalist i flera dansorkestrar. Artistnamnet Ray Adams tog han först 1961 när han lanserades i England. 
Han slog igenom med låten Violetta som blev en storsäljare både i Sverige och utomlands. Han spelade in över 400 melodier på fem olika språk. 
Förutom i Norge och Sverige nådde han en del framgångar i England, Italien, Tyskland, USA, Filippinerna och Nya Zeeland. 
Han var en av de verkligt stora folkparksartisterna på 1960-talet med rekordsommaren 1962 då han framträdde på över 180 platser. Dock var turnerandet stort även efter detta med ofta uppemot 120 olika platser en folkparkssommar. Ray Adams hade hits på Svensktoppen, Kvällstoppen, Tio i Topp och Radio Nords topplista. Han framträdde också i krogshower, bland annat som medverkande i succén Hallå där med Anita Lindblom och Tjadden Hällström som spelades på Berns i Stockholm, Restaurang Lorensberg i Göteborg och Hotell Kramer i Malmö 1969.
Ray Adams representerade Norge i Schlagerfestival der Ostseestaaten i Rostock såväl 1969 som 1970, där han kom 1:a respektive 2:a. Dessa vinnarnelodier gavs ut på en samlings-LP 1972 på det då östtyska bolaget Amiga.
När Norsktoppen startade 1973 var han en av de första på listan med "Milaja".
Från 1975 var det mest den egna kemtvätten hemma i Oslo som upptog Ray Adams tid. 1982 bosatte han sig i Uddevalla där han öppnade en salladsbar. 1985 blev det efter 10 år comeback på skiva, nu på LP:n Skattkistan som han spelade in tillsammans med sångerskan Anna-Lena Löfgren. Så sent som 1987 låg han på Svensktoppen med melodin "Låt oss hjälpas åt". Under denna period samarbetade Ray Adams också med bland andra dansorkestern Pelles.
Under senare år turnerade han bland annat med dragspelaren Allan Lewin och pianisten Rolf Hult, Han gjorde också större framträdanden, bland annat med Bohuslän Big Band, Anna-Lena Löfgren och fram till och med 2002 i showen "Minnenas Melodier" tillsammans med sångaren Christer Peters. Lagom till sin 70-årsdag 2001 gav han ut självbiografin Hör min sång - boken om Ray Adams, skriven av Ingmar Norlén. Ray Adams var också engagerad som firarvärd vid Sveriges Radio i Uddevalla, där han också sjöng evergreens och andra låtar i programmet Sladdlöst. Hans sista framträdande skedde i december 2002 vid en välgörenhetskonsert i Uddevalla kyrka till förmån för uteliggare. Han avled i leukemi i augusti 2003. Han ligger begravd på Sigelhults kyrkogård i Uddevalla.

## Ray Adams hits
- "Violetta" (1961)
- "Soria Moria" (1961)
- "Clementine" (1962)
- "Little Rose-Marie" (1962)
- "Jag har bott vid en landsväg" (1962)
- "De tusen sjöars land" (1962/1963)
- "Gipsy" (1963)
- "Avskedstoner" (1964)
- "I like your kind of love" (1964)
- "Farväl till Mexico" (1965)
- "Tatiana" (1966)
- "Den sista valsen" (1967)
- "Låt mej gå" (1967)
- "Delilah" (1968)
- "I min dröm" (1969)
- "Wer wird der Nächste sein" (Rostock Festival 1969)
- "Rosie Romero" (Rostock Festival 1970)
- "Det kommer en dag" (1970)
- "Milaja" (1973)
- "Sista tangon i Paris" (1973)
- "Sommeren med deg" (Familien Adams) (1975)
- "Låt oss hjälpas åt" (1986)

## Filmografi
- 1962 – Stackars stora starka karlar[1]